# Prosaptia giluwensis
Prosaptia giluwensis är en stensöteväxtart som beskrevs av Barbara S. Parris. Prosaptia giluwensis ingår i släktet Prosaptia och familjen Polypodiaceae. Inga underarter finns listade.